# Desmodium paniculatum
Desmodium paniculatum är en ärtväxtart som först beskrevs av Carl von Linné, och fick sitt nu gällande namn av Dc. Desmodium paniculatum ingår i släktet Desmodium och familjen ärtväxter.

## Underarter
Arten delas in i följande underarter:
- D. p. dillenii
- D. p. epetiolatum
- D. p. paniculatum

## Bildgalleri

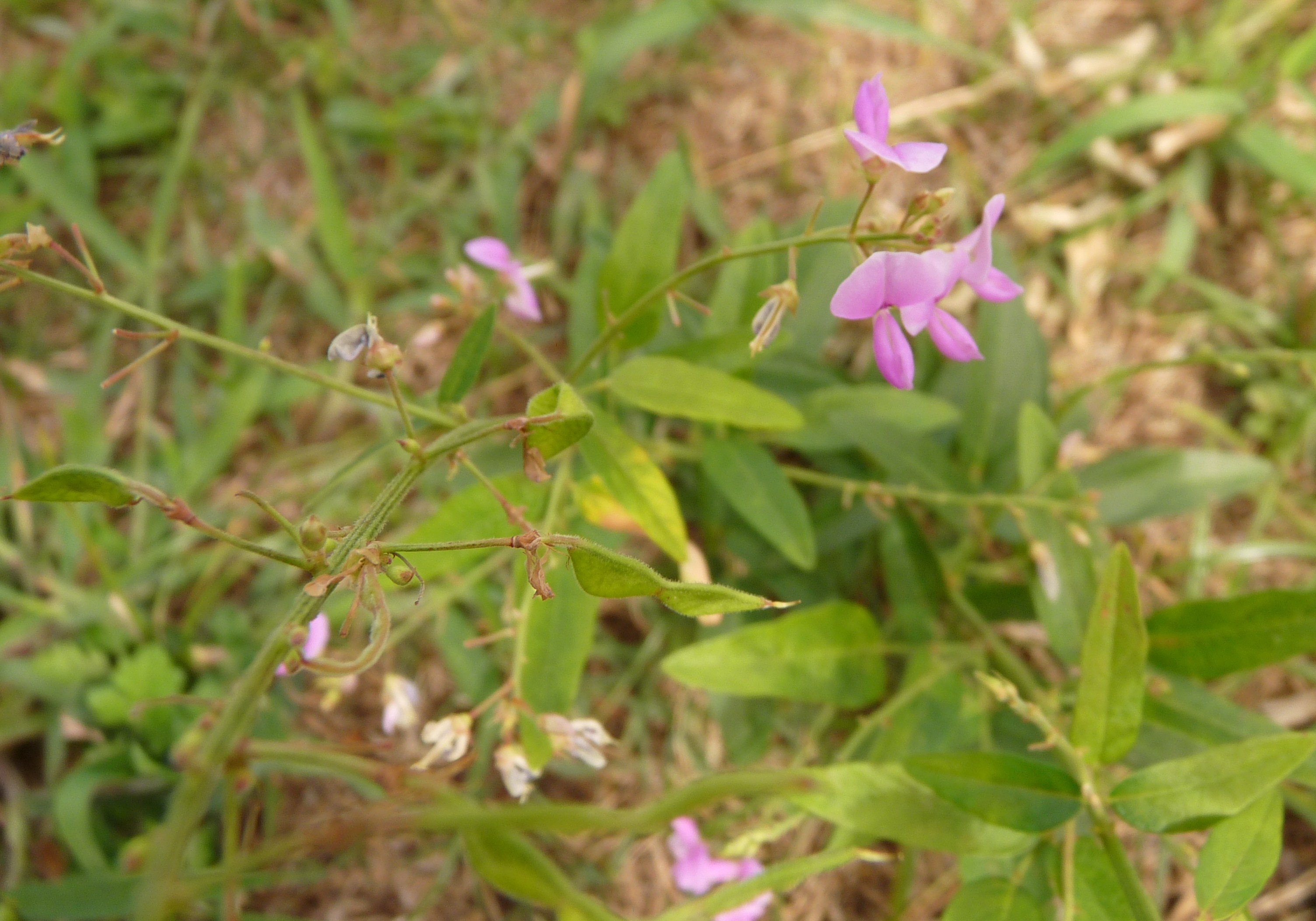